# Оранг-лауты

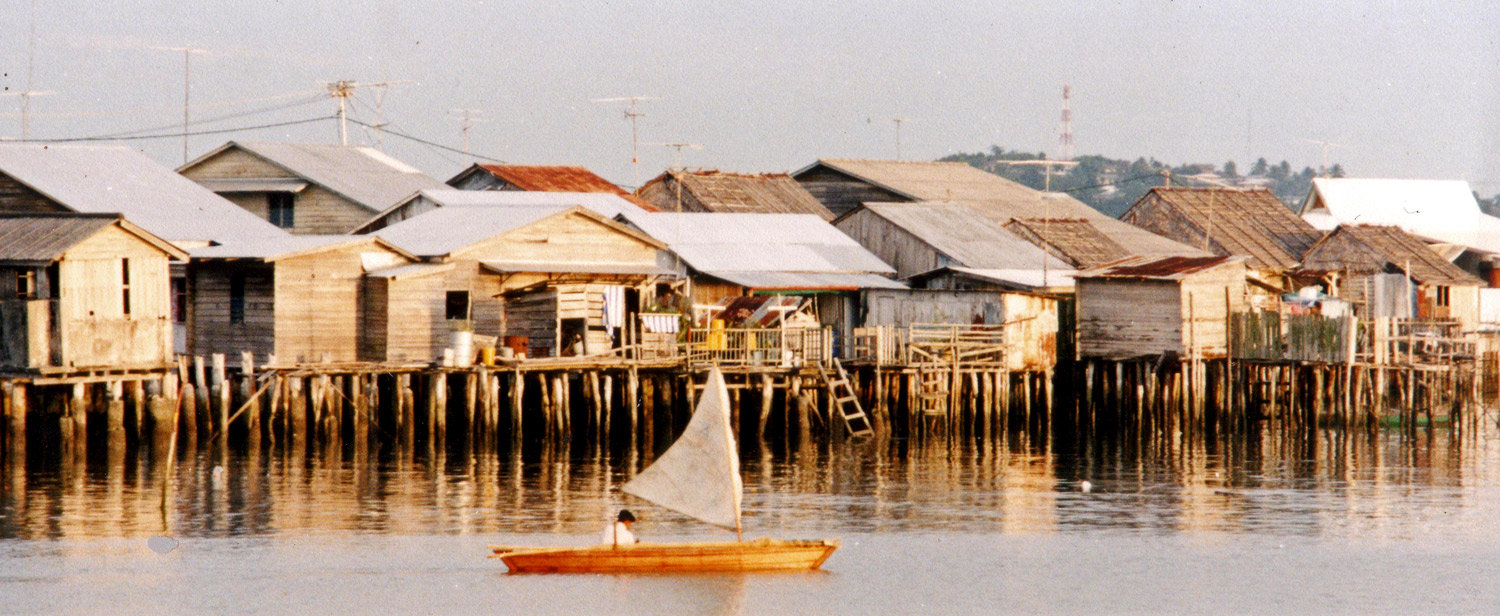
Поселение оранг-лаутов в индонезийской провинции Кепулауан-Риау

Под собирательным названием оранг-лауты («морские люди») известны многочисленные племена, рассеянные небольшими группами по всему архипелагу островов Восточной Индонезии. Их называют морскими кочевниками и морскими цыганами.

## Происхождение
Некоторые антропологи склонны видеть в них остатки древнейшего веддоидного населения Индонезии. Веддоидность, действительно, присутствует у многих оранг-лаутов, но в весьма различной степени наряду с ярко выраженными чертами монголоидности. Это указывает на сильное смешение различных групп оранг-лаутов с окружающими народами. Некоторые группы оранг-лаутов (например с побережий острова Линга) имеют негроидные черты.
Самоназвания отдельных групп оранг-лаутов различны. Окружающие народы также называют их по-разному, но обязательно со словом оранг (человек).

## Расселение
Наиболее многочисленны оранг-баджо (баджао, баджава) называющиеся так по имени легендарного основателя племени и живущие в основном на Риау и Линга и у побережий Восточного Калимантана, а также у берегов Сулавеси, Бачана, Сангихе, Флореса и других островов Восточной Индонезии. Близки им мантанги с острова Линга и тамбусы с острова Каримун. На побережьях Банки и Белитунга живут секахи (сангкаи), секахи Лепарских островов называются джуру и по происхождению связаны с баджо острова Линга. На островах Анамбас расселились песукуаны, на Сингкепе — бароки, на побережье Восточной Суматры, между устьями рек ретех и кампар-оранг-куала. У восточного побережья Калимантан, помимо баджo, кочуют также булуд-упи, убианы, бинада, иллануны, сулу (сулуки). Несомненно родство многих групп оранг-лаутов с некоторыми полуоседлыми и бродячими племенами восточной Суматры и соседних островов.

## Язык
Селун говорят на языках мокен и моклен мокленской группы, джакун и другие группы оранг-лаутов — на туземно-малайских языках ибан-малайской группы западнозондской зоны. Баджао и сама — на сама-баджавских языках, условно относимых к филиппинской зоне австронезийских языков.

## Поселение
Почти всю свою жизнь оранг-лауты проводят на воде в своих лодках или жилищах на плотах. Здесь они рождаются, живут и умирают. Свободно передвигаясь вдоль берега в определенных границах, они редко покидают свои территориальные воды. Изредка оранг-лауты основывают временные поселения на берегу. Это легкие свайные постройки, сооружаемые в укромных пустынных бухтах либо на кромке берега, либо прямо на воде. Дома связаны друг с другом мостками. В некоторых районах оранг-лауты перешли к оседлому образу жизни, поселившись в свайных деревушках.

## Жилище
Домики у них однокамерные, под двухскатной крышей, крытые пальмовым листом.

## Традиционные занятия
Основное занятие оранг-лаутов — рыболовство с применением различных сетей, включая крупные неводы, ловушек, заград, удочек, ловят и ночью с факелами. Они добывают также трепангов, устриц, жемчуг, черепаховые панцири. Приставая к берегу, оранг-лауты занимаются собирательством, охотой на птиц и мелких животных.
Соль выпаривают из морской воды. Мангровое дерево заготавливают на дрова и для получения дубителей. В лодках держат кур, собак, кошек. Из ремесел наиболее развиты плетение, изготовление снастей, строительство лодок.
В их жизни все большее значение приобретают товарно-денежные отношения. Они продают продукты рыболовства и морских промыслов, копру, покупают взамен рис, овощи и др продукты, а также одежду и предметы домашнего обихода. Переход к оседлости усиливает стирание культурно-бытовых особенностей и в некоторых случаях ведет к слиянию оранг-лаутов с окружающими народами.

### Ремесло
Из ремесел наиболее развиты плетение, изготовление снастей, строительство лодок. Лодки — это одновременно средство транспорта и жилище. Лодки делают из досок, скрепляя их деревянными гвоздями. Длина лодки — до 8 м, ширина — более 2 м, обычное водоизмещение — около 10 т., но к борту причалено несколько больших лодок на два-пять человек, с которых ловят рыбу, добывают жемчуг, совершают небольшие поездки.

## Пища
Пища оранг-лаутов преимущественно рыбная. Рыбу едят во всех видах, а некоторых сортов — даже сырую, в большом количестве её сушат. Сушку производят на бамбуковых помостах, установленных на берегу реки или моря. Растительную пищу как рис и овощи получают, обменивая на рыбу, продукты морского ремесла и плетеные изделия.
В последние десятилетия многие оранг-лауты перешли к оседлости. Они занимаются не только рыболовством но и земледелием, преимущественно культивированием кокосовой пальмы. Особенно много оседлых на островах Южно-Китайского моря.

## Одежда
Одежда оранг-лаутов — куртка и короткие штаны, плетеная шляпа у мужчин, у женщин — каин, головной платок. Верхняя часть тела обычно остается открытой.

## Общественный строй
Общественный строй оранг-лаутов изучен очень плохо. Они делятся на экзогамные родовые группы (например, секахи на шесть суку), во главе которых стоят наследственные старейшины. Брак моногамный. У части оранг-лаутов под влиянием ислама возник институт приданого. Брак обычно патрилокален, но у некоторых групп (секахи) матрилокален. Брак совершает старейшина в присутствии мусульманского служителя среди групп, принявших ислам. Дети с самого раннего детства учатся плавать и грести.

## Религия
Часть оранг-лаутов испытали влияние ислама, однако большинство их остается анимистами. Они верят в различных духов, особенно почитая духов моря, с чем связано множество запретов. Духов заклинает дукун. Некоторые группы оранг-лаутов хоронят умерших в гробах, а в гроб кладут одежду и оружие умершего.